# تپه گارکی
تپه گارکی مربوط به سده‌های اولیه ومیانی اسلام است و در شهرستان تربت جام، روستای رحمت آباد واقع شده و این اثر در تاریخ ۲ آبان ۱۳۸۲ با شمارهٔ ثبت ۱۰۴۵۱ به‌عنوان یکی از آثار ملی ایران به ثبت رسیده است.